# Owen Gleiberman
Owen Gleiberman est un journaliste, auteur et critique de cinéma américain, né le 24 février 1959 à Lausanne en Suisse.

## Biographie
Kenneth Turan est né à Lausanne en Suisse de parents judéo-américains. Il grandit à Ann Arbor au Michigan et est diplômé de l'université du Michigan.

## Carrière
Entre 1981 et 1989, Owen Gleiberman écrit pour The Phoenix. Il est ensuite recruté par Entertainment Weekly entre 1990 et 2014, puis par Variety depuis mai 2016, où il est, avec Peter Debruge, rédacteur en chef des critiques de films. Ces travaux sont également publiés dans Première et dans Film Comment et ont été assemblés dans l'anthologie sur la critique cinématographique Love and Hisses. Il critique également des films sur la National Public Radio et sur NY1. Il est membre du New York Film Critics Circle. Il est un des critiques de cinéma présenté dans le film de 2009 de Gerald Peary, For the Love of Movies: The Story of American Film Criticism.